# Don Shanks
Donald L. „Don“ Shanks (* 26. Februar 1950 in Piasa, Illinois) ist ein US-amerikanischer Schauspieler und Stuntman. Er ist Sohn einer Cherokee-Indianerin und eines niederländischen Vaters. 
Als Schauspieler ist Shanks seit Mitte der 1970er Jahre aktiv. Er ist vor allem in kleineren Nebenrollen zu sehen. Seit 1980 ist er auch als Stuntman und Stunt Coordinator im Filmgeschäft tätig.

## Filmografie (Auswahl)
- 1974: Der Mann in den Bergen (The Life and Times of Grizzly Adams)
- 1977: Uncas, der letzte Mohikaner (The Last of the Mohicans, Fernsehfilm)
- 1977–1978: Der Mann in den Bergen (The Life and Times of Grizzly Adams, Fernsehserie)
- 1986: Entscheidung am Long Hill (Louis L’Amour’s Down the Long Hills)
- 1989: Halloween V – Die Rache des Michael Myers (Halloween 5: The Revenge of Michael Myers)
- 1991: Indian Runner (The Indian Runner)
- 1993: Wolf Mountain
- 1995: 3 Ninjas – Fight & Fury (3 Ninjas Knuckle Up)
- 1998: Marabunta – Killerameisen greifen an (Legion of Fire: Killer Ants!)
- 1999: Ride with the Devil
- 2000: The Crow III – Tödliche Erlösung (The Crow: Salvation)
- 2005: Düstere Legenden 3 (Urban Legends: Bloody Mary)
- 2006: Ich werde immer wissen, was du letzten Sommer getan hast (I'll Always Know What You Did Last Summer)
- 2016: Smothered